# Ser
Ser ili Seres (grčki: Σέρρες) grad je u Egejskoj Makedoniji, Grčka.  
Grad je smješten u plodnoj ravnici koju tvori korito rijeke Strume koja je udaljena oko 24 km od grada.  Solun prijestolnica Egejske Makedonije udaljen je 69 km u pravcu jugozapada. Planinski lanac Rodopi uzdiže se sjeverno i istočno od grada.
Seres je grad od 56 145 stanovnika i sjedište je istoimene prefekture Seres.

## Povijest
Grčki povjesničar Herodot prvi je naveo naselje pod imenom Siris (Σίρις) u 5. stoljeću pr. Kr. Zatim je drugi grčki povjesničar Teopomp pisao o gradu  Sirra (Σίρρα). Ovo naselje rimski povjesničar Tit Livije navodi kao Sirae - pišući o njemu u množini. Od tada se množina upotrebljava u pisanju imena grada -  Serrae (Σέρραι). 
Ser je za Bizanta izrastao u značajnu utvrdu koja je trebala štititi sjevernu granicu carstva prema Bugarima, naročito strategijski prolaz  klisuru Rupel. No i pored jake tvrđave grad je pao u bugarske ruke u X. st.
Godine 1196. u bitci kod Sera 1196. bizantske snage porazio je bugarski car Ivan Asen I. Devet godina kasnije 1205. godine, bugarski car Kalojan u bitki kod Sera pobijedio je vojsku Latinskog Carstva i potom uključio grad u Drugo Bugarsko Carstvo.
1256. godine grad je pao pod vlast Nicejskog Carstva, a 1345. godine podpao je pod vlast Srbije i postao glavni grad kralja Dušana. Dušan je bio toliko opijen uspješnom opsadom i zauzećem tog trećeg grada u to vrijeme u cijelom Bizantu, da se je dao okruniti za cara svih Grka i Srba. U Seru je donesen i Dušanov zakonik.
Nakon njegove smrti njegovo carstvo raspalo se u manje dijelove. Od 1365. godine u Seru se na vlasti ustaljuje despot Jovan Uglješa. Nakon 1371. i Maričke bitke, Bizant je vratio Ser pod svoju vlast. Ali to nije dugo trajalo, već 1383. godine grad su zauzele snage Osmanskoga Carstva.
Ser je postao sjedište sandžaka u Vilajetu Rumelija između 1383. – 1826., zatim je uključen u Vilajet Selanik, od 1826. do 1912. godine.
Godine 1903. grad je bio jedan od sjedišta neuspješnog Ilindenskog ustanka, slavenskoga stanovništva protiv osmanske vlasti. 
Za Prvoga balkanskog rata 6. studenoga 1912. grad je zauzela Bugarska vojska pod zapovjedništvom generala Georgija Todorova, svega tri dana prije nego što su Grci zauzeli Solun. Bugari su izbačeni iz Sera 11. lipnja 1913. za Drugoga balkanskog rata kad su grad zauzele grčke snage.
Grad je potpuno obnovljen nakon što su ga Bugari spalili prilikom svog povlačenja. Ser su Bugari ponovno zauzimali i njime kratko vladali tijekom oba svjetska rata. Nakon svršetka Drugoga svjetskog rata grad je dobio značajna vladina i strana sredstva za obnovu.

## Gospodarstvo
Ravnica grada Seresa je jedan od najrazvijenijih poljoprivrednih dijelova Grčke. U Seresu se uzgaja; duhan i žitarice, a dobro je razvijeno i stočarstvo. Industrija grada vezana je uz poljoprivredu, tako da je uglavnom prehrambena, uz nešto tekstilne.

## Znamenitosti
Gradom Seresom dominira brdo s utvrdom Koula. 

## Rast stanovništva Seresa
| Godina | Stanovništvo | Promjene         |
| ------ | ------------ | ---------------- |
| 1981.  | 46 317       | -                |
| 1991.  | 49 830       | +3513 (+7,58 %)  |
| 2001.  | 56 145       | +6315 (+12,67 %) |

## Vanjske poveznice
- Informacije iz Seresa (engl.) (grč.)
- Informacije iz općine Seres (grč.)